# 二連三段空母
二連三段空母（にれんさんだんくうぼ）は、テレビアニメ『宇宙戦艦ヤマトIII』に登場する架空の宇宙空母。デザイン担当は板橋克己。
ガルマン・ガミラス帝国が保有する宇宙空母で、同国建造の戦闘空母、大型戦闘艦と並ぶ最新鋭艦。三段空母の発展型である。劇中では3隻の登場が確認できる。

## 艦体解説
艦型
全長540mの大型艦で、ガルマン・ガミラス世代の新型三段空母（設定のみで劇中に登場せず）を左右に2隻繋ぎ合わせた双胴式の形状を持つ。艦橋周りや最上部飛行甲板の艦上機の出入り口のデザインなどは戦闘空母の流れを汲んでいる。艦体色はガミラス世代の戦闘空母などと同じ赤。
三段ある甲板は用途別であり、上から順に雷撃機用、爆撃機用、戦闘機用である。また、右舷側が着艦用、左舷側が発艦用で、甲板上に引かれたラインはそれぞれの進行方向に向けた大きな矢印状になっている。なお、後方にも着艦用甲板が左舷・右舷一面ずつ設置されている。
兵装
火器は自衛用と思われる回転速射砲塔を艦橋周りに4基備えるのみである。
発艦用甲板の先端部には円テーブル状の瞬間物質移送器が埋め込まれている。発進する際、1機ずつ瞬間物質移送器の面上に移動し、艦橋乗組員がカメラで適正位置での停止を確認するとボタンを押し、ワープ開始となる。
艦上機
雷撃機、重爆撃機、双胴戦闘機の3機種を運用している。これらの機種はガルマン・ガミラス世代の戦闘空母にも搭載される。
艦上機の補給システム
本艦は全自動による驚異的な補給システムを備えている。
艦載機が攻撃を終えて着艦するとベルトコンベアで艦内を移動し、補給スペースで停止。弾薬庫から1機分の武装が自動でアーム状のメカに搬送され、それが床下からせり上がってきて艦載機に自動で装填される。全ての補給が完了すると再びベルトコンベアで移動しターンテーブルで方向転換するなどしながら発艦用甲板まで運ばれ、再び発艦する。人の手がほとんど要らないため非常に効率的に、かつ素早く補給が行え、このサイクルを繰り返すことで、敵に絶え間ない波状攻撃を与えることができる。

## 劇中での描写
ガルマン・ガミラス帝国の元首になったデスラー総統は第10話にて、本艦1隻、戦闘空母3隻、円盤型白色旗艦1隻の計5隻からなる第17空母艦隊を、戦力増強の名目で東部方面軍総司令ガイデル提督に供与する。
ガイデルは、ダゴン将軍に、ヤマトに敗れた理由を問い、「航空機戦力の不足が致命的だった」と挙げたため、彼に最後のチャンスとして第17空母艦隊を与える。ダゴンは第17空母艦隊を率い、ヤマト撃滅のため、白鳥座星域付近に赴く。この時の本艦の艦長はゲーレン。
ダゴンはヤマトをおびき寄せるため、団彦次郎船長座乗の気象観測宇宙船と宇宙開発局無人気象観測ステーションを艦上機で破壊。思惑通り乗員を助けるために現れたヤマトに対し、ダゴンは艦上機で攻撃を加えつつ、白鳥座星域の赤色イオン流（宇宙竜巻）へ引きずり込む作戦に出る。艦上機第一波を通常発進させるが、ヤマトにコスモタイガーIIで迎撃されて壊滅状態に陥いる。第一波編隊はろくに攻撃できないまま後続の編隊と交代して帰艦する。帰艦した艦上機を素早く補給して再度出撃させ、給油のために帰艦したコスモタイガーIIの隙を突いてヤマトに攻撃を加える（コスモタイガー隊が帰艦を完了するより、再出撃の方が早かった）。雷撃機の攻撃によってヤマトの左舷機関室を損傷させ、赤色イオン流に引き込ませた。
第11話で、機関修理の成功により宇宙竜巻を抜けて安堵していたヤマトに、艦載機をワープアウトさせて不意打ちをかける。ヤマトは宇宙竜巻でコントロール装置が故障し砲塔が回転不能となり、雷撃機によって後部発艦口を破壊され、コスモタイガーIIが出撃不能になったため、手動による対空砲でしか応戦できなくなり、そのまま付近の小惑星に逃げ込んだ。
司令機機長の通信で、ダゴンはヤマトの反撃能力が低下しているため艦隊による撃滅を要請され、艦上機を帰艦させる。艦隊をヤマト近辺に展開させ、本艦をヤマト上空に配置させた。そこでヤマトを撃沈すれば良かったものを、ダゴンはヤマトを鹵獲してデスラーに献上しようと欲を出し2分間の降伏猶予時間を与える。だが、その間に各部の修理を終えヤマトは、雨のような集中攻撃を行い、遼艦の戦闘空母3隻は次々と撃沈され、残った本艦も煙突ミサイルが艦底を多数貫通。表面に光の亀裂が入り、艦橋が吹き飛んだ。艦内では艦載機の武装などによる誘爆が起こり、結果、艦体を歪ませながら大爆発した。
第16話で、ガルマン・ガミラス本星の軍事パレード式典にて2隻が超低空航行しており、宇宙空間だけではなく大気圏内での運用も可能であることが分かる。ただしそのシーンは設定画の反転コピーを原画に使用したようで、飛行甲板のレイアウトが左右逆であった。